# АТН
АТН («Агентство Телебачення „Новини“») — закрита харківська регіональна телекомпанія, заснована у серпні 1993 року. Найстаріша приватна регіональна телерадіокомпаня у Харкові.

## Історія
Агентство АТН займалося виробництвом регіональних новин для місцевих телеканалів, інформаційних репортажів і програм для загальнонаціональних телеканалів.
З 1993 по 2000 рік програма «Новини АТН» виходила в ефір регіональної телекомпанії «Simon», з 1995 року щоденні новини робилися і для телеканалу «Оріон».
У 1997 році АТН отримало ліцензію на власне мовлення на 7 ТВК, де ділило ефір з «Тоніс-Центр» (нині «7 канал»). До цього часу АТН трансформувалося в повноцінну телевізійну компанію, яка крім щоденних випусків новин для різних телеканалів міста, виробляло щоденне ток-шоу і десяток щотижневих інформаційних і тематичних програм.
З 2000 року телеагентство щодня виробляє випуски новин і авторські програми для чотирьох харківських телеканалів — «7 канал» (до 2009), «А/ТВК» (з 2009), «Фора», «Фаворит» (закриті у 2015 році) і веде власне мовлення на 7 ТВК.
У вересні 2011 року телеканали «Фора» і «Фаворит» припинили трансляції новин АТН, а сама телекомпанія разом з телеканалами «А/ТВК» і «Фора» була позбавлена телевізійного ефіру з політичних мотивів. Офіційною версією відключення від ефіру сталось через вимогу санепідемстанції про необхідність наявності санітарного паспорта на мовлення. Заклики правозахисних організацій (у тому числі ОБСЄ) до української влади про відновлення мовлення АТН були проігноровані. Майже чотири роки АТН продовжувало робити щоденні телевізійні випуски новин, які розміщувалися в мережі Інтернет. Також з 2012 по 2013 рік новини АТН виходили на Чорноморській ТРК у Криму.
У 2014 році після Євромайдану і втечі Президента України Віктора Януковича, телевізійне мовлення телекомпанії було відновлено.
8 квітня 2014 року приміщення АТН було захоплене проросійськими активістами. В результаті було пошкоджене обладнання телекомпанії. За пошкодження майна АТН був засуджений до 8 років член харківського Антимайдану Сергій Юдаєв, звільнений після вироку за амністією в залі суду.
На сьогодні агентство щодня виробляє випуски новин АТН і щоденне ток-шоу «Віддзеркалення», які також транслюються на 7 ТВК та телеканалі «А/ТВК», який також відновив своє мовлення у квітні 2014 року.
Офіс телеканалу постраждав внаслідок влучання російської ракети вранці 6 жовтня 2023 року.[джерело?]

## Програми
Крім новин, АТН виробляє авторські програми та ток-шоу (до 2011 року):
- «Віддзеркалення» — розмова в ефірі з гостем у студії.
- «Особливий погляд» — дискусійний проєкт у формі теледебатів.
- «Євроатлантичні студії» — програма про європейські цінності, про нові основи зовнішньої політики і безпеки України.
- «У фокусі» — цитати та відео подій без коментарів.
- «НЕ Секретні матеріали» — про роботу харківських правоохоронців та рятувальників.
- «АТН-Спорт Підсумки» — щоденний огляд найбільш значимих харківських, всеукраїнських та міжнародних спортивних подій.
- «Сinеманія» — програма про кіно.

З програм у ефірі АТН с 2014 року залишились програма «Віддзеркалення» та цитати та відео подій без коментарів «У фокусі».

## Мовлення
Відмовився від ліцензії на аналогове мовлення 11 березня 2021 р. на 7 ТВК (100 Вт, 6 год/добу 00:50-06:50). Продовжує свою діяльність в інтернеті.
Випуски «Новин АТН» та програми «Віддзеркалення» також щодня транслювалися на телеканалі «А/ТВК», на офіційному сайті і на каналі АТН в YouTube.